# Lucas Vinícius de Santana Brito
Lucas Vinícius de Santana Brito, más conocido como Lucão, (São Paulo, Brasil, 31 de octubre de 1996) es un jugador de fútbol sala brasileño que juega como ala en el Inter Movistar de la Primera División de fútbol sala y en la Selección de fútbol sala de Brasil.

## Carrera
Nacido en São Paulo, Ceará, comenzó su carrera en el Sport Club Corinthians Paulista, donde jugó hasta 2017, cuando  llegó a Europa para jugar en el MNK Novo Vrijeme de Croacia.
Lucão jugaría durante tres temporadas en el conjunto croata, con el que ha ganó dos títulos (2018 y 2019) de Liga y un subcampeonato (2020). En las dos últimas temporadas marcó 37 goles y dio 24 asistencias en 45 partidos.
El 24 de julio de 2023, firma por el Jimbee Cartagena de la Primera División de fútbol sala por dos temporadas.
En abril de 2024, sería convocado con la Selección de fútbol sala de Brasil.
El 23 de junio de 2024, logra el título de la Primera División de fútbol sala con el Jimbee Cartagena al vencer en la final a ElPozo Murcia por tres victorias a uno en el cuarto partido de la final.
En la temporada 2024-25, firma por Inter Movistar de la LNFS, junto a sus compañeros Javi Mínguez y Bebe.

## Clubes
- Sport Club Corinthians Paulista (2016-2017)
- MNK Novo Vrijeme (2017-2020)
- Jimbee Cartagena (2020-2024)
- Inter Movistar (2024-actualidad)

## Palmarés

### Colectivos
- 2 x Liga Croata Futsal (2018, 2019)
- 1 x Supercopa de España (2024)
- 1 x Primera División de fútbol sala (2024)